# أخوية معبد الشمس

صليب الفرسان

أخوية معبد الشمس (بالفرنسية: Ordre du Temple Solaire (OTS))، أو بشكل مبسط «معبد الشمس»، هي جمعية سرية تتبع مبدي «فرسان المعبد». أنشئها جوزيف مامبرو ولوك جوريه عام 1984 في جنيف بتسمية الأخوية العالمية لفرسان التقليد الشمسي (بالفرنسية: l'Ordre International Chevaleresque de Tradition Solaire).

## المعتقد
أهداف معبد الشمس هي إنشاء "المفاهيم الصحيحة للسلطة والقوة في العالم؛ تأكيد أولوية الروحي على الزمني، ومساعدة الإنسانية من خلال "المرحلة الانتقالية" الكبرى. التحضير للمجيء الثاني للمسيح باعتباره الإله-الشمس الملك؛ وتعزيز توحيد جميع الكنائس المسيحية والإسلام.
استمدت الأخوة تعاليمها من عالم السحر والتنجيم البريطاني أليستر كراولي، الذي ترأس أخوة المعبد الشرقي من 1923 حتى وفاته في عام 1947، الأخوة الهرمسية المحكم للفجر الذهبي، ولجمعية الصليب الوردي إلى التي انتمى كراولي إليها لفترة وجيزة. وكان كل من هذين التنجيمين نظام طبقي يشابه طبقات معبد الشمس. كما عبدت مجموعة صليب وردي أخرى برئاسة ماكس هيندل، المسيح باسم "كلمة الشمس (بالإنجليزية: The Solar Logos) على الرغم من أنها ليست من العقيدة المسيحية الأساسية.

## الهيكلية
بحسب أدبيات الأخوة، فإن السلطة المركزية تعود لمجلس المعبد السرية ولا أحد بعرف أعضائها. ويعرف أعضائها الثلاثة وثلاثون السلطويون باسم الأخوة الكبار للصليب الوردي وكان مركزهم الرئيس في جنيف في سويسرا. وأنشاء المجلس محافل متعددة يتولى إدارتها حاكم مناطيقي وثلاثة من الأخوة الكبار. وكان تقسم الهيكلية إلى مستويات وطبقات. كل مستوى يتألف من ثلاث طبقات. والمستويات هي:
- أخوة بارفس
- فرسان التحالف
- أخوة الأزمنة الغابرة

كان هناك العديد من المؤسسات المتصلة بها مثل "أركيديا للعلوم والتقاليد"، "نوادي أركيديا"، "نوادي منتا"، "نوادي أغاتا" ونوادي أطلنتا" والتي وفرت تعاليم لوك جوري. كان لكل محافل مذبحاً وطقوساً وأزياءاً. وكان الأفراد يترفعون من درجة إلى أخرى باتباع مراسيم معينة.

## القتل الجماعي والانتحار
في أكتوبر 1994، أمر دي مامبرو بقتل طفل بطعنات بصليب خشبي لاعتقاده بأنه المسيح الدجال. بعدها أقام دي مامبرو و12 من أتباعه طقس العشاء الأخير. ثم بعد أيام، انتحر 15 عضو بالسم، وقتل 30 عضو بالرصاص و8 آخرين بطرق أخرى. كما وجدت الشرطة الجثث في مخابيء تحت المعابد بما يبدو طقوس فرسانية. كما وجدت رسائل من الضحايا يعترفون بها أنهم قرروا ترك الحياة هربا من تعاسة العالم. كما حدثت أمور مشابهة فيما بعد بحوادث حول العالم.